# Jarmila Mařanová
Jarmila Mařanová (8. září 1922 Praha – 25. října 2009 Idaho) byla česká grafička a ilustrátorka, která se ve svém díle soustavně věnovala obětem šoa a osobnosti a dílu Franze Kafky.

## Život
Jarmila Mařanová se narodila roku 1922 v Praze. Její otec byl významný český pedagog a ředitel Jedličkova ústavu na Vyšehradě Augustin Bartoš. Matka Bedřiška Bartošová (rozená Weinbergerová) byla klavíristka; v roce 1942 byla deportována do Terezína a dále do vyhlazovacího tábora Treblinka, kde ještě téhož roku zemřela. Mladší sestra Jarmily Mařanové Eva Janovcová byla česká překladatelka a tlumočnice z francouzštiny.
Na Uměleckoprůmyslové škole v Praze studovala textil a sklo. V 50. letech vytvořila sérii děl věnující se především osudům její matky a dalších členů rodiny, kteří zahynuli ve vyhlazovacích táborech. Ve velké míře se rovněž zabývala dílem Franze Kafky.
V roce 1976 emigrovala do Spojených států amerických za svými dvěma dětmi.
V roce 2006 darovala Židovskému muzeu v Praze 54 děl inspirovaných díly Franze Kafky.
Zemřela v roce 2009 v americkém státě Idaho.